# Jože Molk
Jože Molk, slovenski častnik in veteran vojne za Slovenijo. 
Podpolkovnik Molk je višji pripadnik Slovenske vojske.

## Vojaška kariera
- načelnik logističnega odseka, poveljstvo 52. brigade Slovenske vojske (2000)
- poveljnik 53. OŠTO (1991)

## Odlikovanja in priznanja
- spominski znak Obranili domovino 1991